# 金錢本色
《金錢本色》（英語：The Color of Money）是一部1986年美國劇情片，由马丁·斯科塞斯執導，理查·普萊斯編劇，原著為沃爾特·特維斯的同名1984年小說，但劇情大有不同。本片劇情延續1961年電影《江湖浪子》，撞球老千「快手艾迪」（保羅·紐曼飾演）不再賭球，改從事投資球手和賣假酒的安穩生意，這時年輕氣盛的9號球好手文森（湯姆·克魯斯飾演）出現在他面前，他為了栽培文森成為賭球高手而再度出發。
本片由華特迪士尼工作室電影旗下的试金石影业製片並出品。紐曼是本片的發起人，他和二十世紀福斯買下小說的電影改編權，並找來史柯西斯擔任導演。之後，紐曼、史柯西斯與編劇普萊斯合力構思劇本，他們捨棄由小說作者執筆的劇本草稿，創作新的故事。本片接連遭到二十世紀福斯和哥倫比亞影業冷落，最後在迪士尼麾下開拍。電影主要在芝加哥拍攝，共費時49天，耗資約1,300萬美元。紐曼與克魯斯接受世界14.1錦標賽冠軍麥克·西格爾指導，實際演出片中的撞球鏡頭。與史柯西斯合作過的羅比·羅伯森操刀本片配樂。
《金錢本色》上映後收穫不錯的評價，影評人普遍讚賞主要演員的演出以及巧妙的運鏡，但部分影評人認為情節充斥陳腔濫調、片末發展不具說服力。本片的全美總票房約為5,229萬美元，被視為票房上成功的作品。紐曼繼六次入圍之後，終於憑藉演出本片榮獲奥斯卡最佳男主角奖，在片中飾演文森女友的瑪麗·伊莉莎白·馬斯特蘭托尼奧也入圍多個最佳女配角獎項。

## 劇情概要
本片的劇情設定在《江湖浪子》約二十幾年後，講述球桌老千（Pool shark）兼組頭「快手艾迪」的故事。艾迪被迫金盆洗手後，轉而在芝加哥經營假高檔酒的生意，賺了很多錢。一天，他投資的撞球手小朱被一個年輕人文森用9號球殺得落花流水。文森技藝精湛，雖然自負高調但本性單純。艾迪看上文森的才能，於是積極想拉攏他和他的女友卡門，稱他們有透過當老千來賺大錢的潛力。對已退出球壇的艾迪來說，他如今真正的興趣所在是投資好手，文森出現後他又充滿活力，但情人珍妮覺得被冷落了。
艾迪打算帶文森和卡門出城，前往大西洋城打9號球錦標賽，並用六個星期沿路打球賺錢，艾迪抽六成。文森被艾迪說服，艾迪再送文森一支巴布許的頂級撞球桿。出發到球館後，艾迪要求文森專注於贏錢，有時甚至要裝弱來誘騙其他人下注與他對打，若一開始就技驚全場，則沒有人敢找他打球。但這與文森的個性相悖，文森擅自挑戰球館最強的人並獲勝，令艾迪十分惱怒。文森感到抱歉，稱自己無法控制。當晚艾迪與珍妮通電話，提議兩人可以同居並考慮結婚。
在艾迪的耐心指點以及卡門的推波助瀾下，文森漸漸變得有模有樣，已經能按捺住一味求勝的心。但另一方面，艾迪看著文森打球的樣子，逐漸重燃對撞球的熱情。他不再只當文森的組頭和陪襯，親自下場打球，結果因為過度自信而被一個老千贏去一大筆錢。艾迪的自尊大受打擊，要求文森和卡門自行前往大西洋城，將他留下。文森百般不願，最後還是放棄爭論。
為了彌補視力退化，艾迪配了眼鏡，並拼命磨練球技。最後他來到大西洋城參加9號球錦標賽，並在八強與文森碰頭。文森已成了圓滑的賭球高手，令艾迪頗感訝異。文森在比賽中秀了一手跳球，但最後因為些微失誤而敗給艾迪。成功晉級的艾迪意氣風發，珍妮也前來支持，後者還帶著家當，準備與艾迪同居。但是文森後來告訴艾迪，有人花錢請他故意輸給艾迪，而這個消息使艾迪心灰意冷，直接在準決賽棄權。艾迪本想黯然離去，但最後決定與文森當面對峙，請文森和他在私底下堂堂正正比一局，一消兩人的恩怨。文森稱自己不會輸，而艾迪則沉著應道「我回來了」（I'm back.）。電影在兩人開始打球時結束。

## 演員
角色的中文譯名主要取自3區DVD的中文字幕。
- 保羅·紐曼飾演艾迪·費森（Eddie Felson）：二十幾年前退出球壇的球桌老千，人稱「快手艾迪」（Fast Eddie）。
- 湯姆·克魯斯飾演文森（Vincent）：年輕氣盛的9號球天才，本性單純善良，在玩具店工作。
- 瑪麗·伊莉莎白·馬斯特蘭托尼奧（英语：Mary Elizabeth Mastrantonio）飾演卡門（Carmen）：文森的女友，相當聰明，幫助艾迪栽培文森。
- 海倫·薛佛（英语：Helen Shaver）飾演珍妮（Janelle）：艾迪的老相好，在酒吧工作。
- 約翰·特托羅飾演小朱（Julian）：艾迪手下的球手。
- 比爾·柯布斯（英语：Bill Cobbs）飾演奧維（Orvis）：艾迪的舊識，如今是一間球館「小查的店」（Chalkies）的老闆。
- 基斯·麥奎迪（英语：Keith McCready）飾演席葛雷（Grady Seasons）：撞球界知名人物，號稱是賺最多錢的球手。

布魯斯·A·楊飾演小查的店裡的第一好手摩瑟（Moselle）。科力士·韋德加飾演擊敗艾迪的老千。職業撞球手格雷迪·馬修斯在片中飾演杜德（Dud），和艾迪對打。1982至1984年度的世界14.1錦標賽冠軍史蒂夫·米澤拉克也在本片演出，飾演某個輸給艾迪的人。

## 製作

### 發展
美國作家沃爾特·特維斯的1959年小說《江湖浪子》獲改編成同名1961年電影，保羅·紐曼在電影中飾演男主角快手艾迪。1983年，紐曼的律師厄文·艾克賽爾拉德（Irving Axelrad）讀了特維斯寫的小說續集《金錢本色》的前兩章之手稿，並備感興趣。紐曼起初並不情願回歸飾演快手艾迪，但當時仍鼓勵艾克賽爾拉德買下續集的電影改編權。艾克賽爾拉德得到二十世紀福斯的資助，該片商支付了2.5萬美元的合約金來買下改編權，若當真拍成電影則一共會付25萬美元。電影改編權由二十世紀福斯取得後，書籍的出版權賣給了華納圖書。特維斯於1984年8月9日因肺癌去世，享年56歲。
雖然紐曼一開始沒有打算回歸，但在讀過《金錢本色》小說後改變了想法。紐曼表示，《金錢本色》小說提醒他，艾迪不像他演過的其他角色（例如《虎豹小霸王》的布屈·卡西迪）那樣在第一部電影就大功告成了，讓他開始思考艾迪在接下來的人生會做什麼。出於觀看《愤怒的公牛》的回憶，紐曼渴望與導演馬丁·史柯西斯合作。紐曼於1984年9月致電史柯西斯，史柯西斯不中意拍攝續集，但他很欣賞紐曼的作品，特別是《江湖浪子》，於是便答應了。史柯西斯打算製作一部全新的電影，不需要看過前作即可明白。他認為本片大量描寫內在衝突，且刻劃了快手艾迪不再打球後的價值觀轉變，充滿内省意味。快手艾迪讓史柯西斯感到很親切，因為艾迪有強烈的自我毀滅傾向，和史柯西斯先前作品《窮街陋巷》和《愤怒的公牛》的角色相似，史柯西斯自稱深受這種角色吸引。
他（艾迪）看到這個小夥子（文森），小夥子打得一手好球，但對於錢一竅不通，對於靠耍詐賺更多錢這種事一無所知。於是艾迪將小夥子帶到自己的羽翼之下，並開始使之腐敗墮落。當然事情不完全照著艾迪的計畫發展——特別是他自己的感情。帶著小夥子出發上路，實際上他是在面對自己。這並不是小夥子的學習過程，而是艾迪的學習過程。————史柯西斯告訴《紐約時報》
雖然已有史柯西斯加入，企劃後來因為二十世紀福斯內部的權力變動而遭到擱置，哥倫比亞影業拿下了這個企劃。1985年10月，報導稱華特迪士尼工作室電影接下企劃，由旗下的成人面向電影品牌试金石影业負責製作。迪士尼時任執行長邁克·艾斯納表示，最艱鉅的任務在於讓紐曼相信如今的迪士尼電影部門並不只有米老鼠而已。史柯西斯確認擔任導演，紐曼再度飾演快手艾迪，湯姆·克魯斯飾演接受艾迪指導的年輕撞球好手。

### 編劇
1984年，達瑞爾·波尼克桑為本片寫了一份初期劇本，標題為「江湖浪子：八號球」（The Hustler: 8-Ball）。特維斯也親自寫了劇本草稿，但史柯西斯將之捨棄。史柯西斯不想拍建立在前作上的正統續集，建議紐曼創作新的內容，講述艾迪在25年到30年之後的全新故事。史柯西斯自稱對球桌上的事情一無所知也不喜歡，但他對圍繞著球桌的陰謀詭計和心理操縱很感興趣。史柯西斯與紐曼嘗試改寫劇本卻陷入瓶頸，前者於是找來小說家理查·普萊斯協助編劇。普萊斯當時正在寫另一部劇本《四海本色》，不過《金錢本色》是他第一部搬上大螢幕的編劇作品。
劇本由史柯西斯、普萊斯和紐曼一同敲定。1985年2月的某天早晨，普萊斯與史柯西斯前往马里布，與紐曼討論故事，當天三人構思出了一條故事線。之後普萊斯出發去觀察撞球手們，寫下了80頁的劇本，史柯西斯頗為喜歡，然而紐曼反對劇本對艾迪的詮釋。於是三人決定從頭開始，並說好要一同討論和把關。史柯西斯指出，這和寫完劇本後還要去找演員的情況不同，紐曼已確定是艾迪的演員，所以如果紐曼唸劇本的時候聽起來不對，劇本就應該修改。之後的流程是普萊斯編寫稿子，史柯西斯提出意見，改寫後的稿子再由紐曼檢閱，然後再回到普萊斯手中做修改，如此循環。三人認同這樣的作法可以達到集思廣益的效果，使點子充分發揮，不過實際編寫劇本的只有普萊斯一人，他覺得反覆修正的過程彷彿噩夢。經過大量的討論和腦力激盪之後，本片的劇本終於定案，過程嚴謹到字斟句酌的程度。在最終正片裡，普萊斯版劇本存留的內容比特維斯版還要多一點。

### 演員敲定

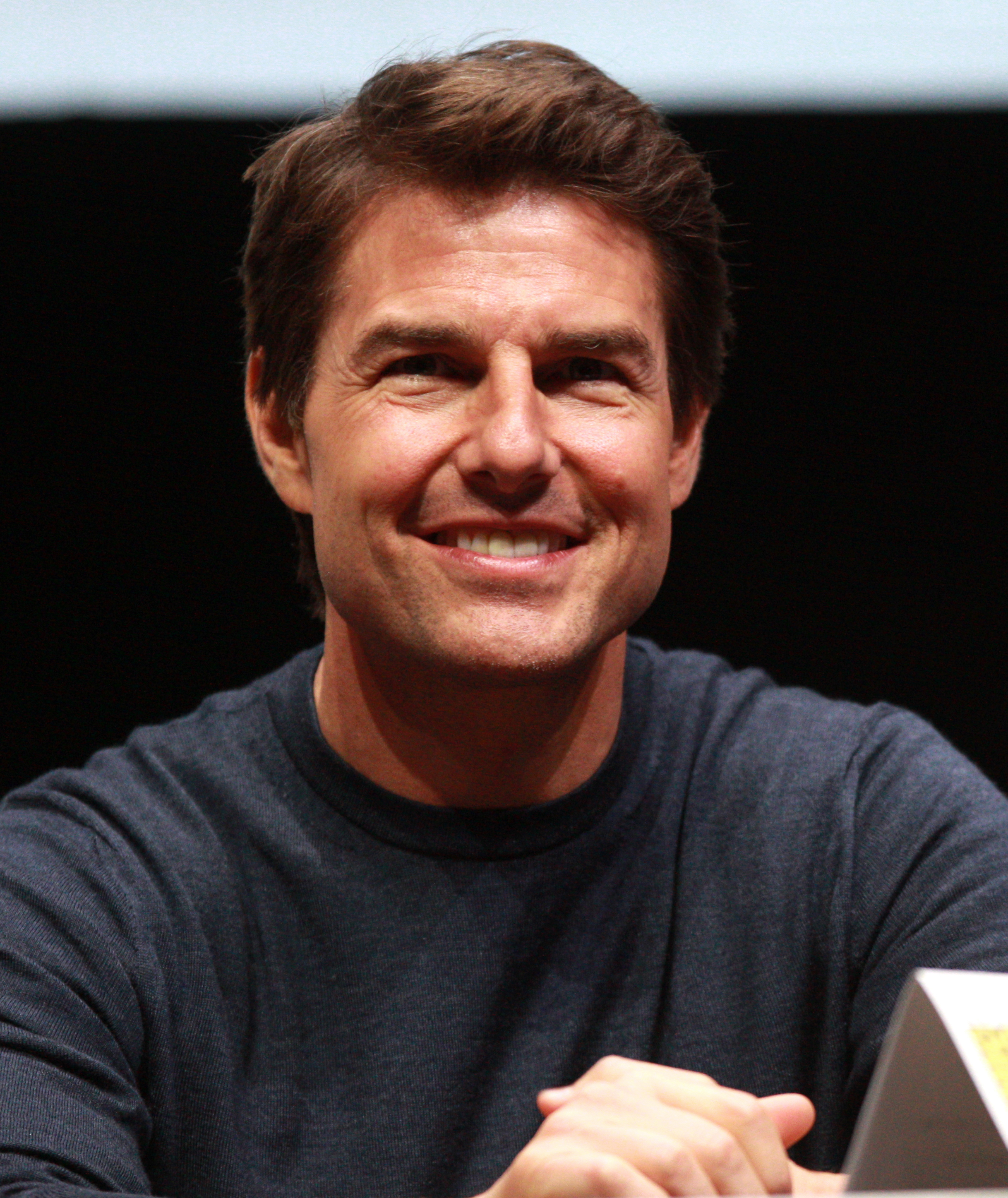
獲選與紐曼共戲的湯姆·克魯斯（攝於2013年）

對於文森一角，史柯西斯原本屬意由文森特·史帕諾飾演，不過紐曼覺得湯姆·克魯斯比較適合。在此之前，克魯斯曾為紐曼導演的《至愛》試鏡，但沒有獲選，史柯西斯則因欣賞克魯斯在《奮鬥年華》的演出，而在1983年和他在披薩店會面。克魯斯起初拒絕紐曼與史柯西斯的邀約，原因是擔心紐曼將主導全片，讓自己看起來像個不必要的傢伙，不過實際會面後他改變了想法。克魯斯在本片中第一次為了拍片而戴上耳飾。除了紐曼和克魯斯以外，其他角色的選角程序至1985年12月仍在進行，該月初海倫·薛佛確認將出演本片，飾演艾迪的愛人。紐曼安排了為期兩週的演員排練期，讓演員們彼此熟悉。
傑基·葛里森有意回歸飾演《江湖浪子》裡的明尼蘇達胖子，雖然該角色在《金錢本色》小說中有登場，但普萊斯沒辦法將這個角色寫進他們的劇本中。紐曼也極度希望明尼蘇達胖子再次出場，但覺得不管怎麼安排，都像是「硬生生把手臂黏在人身上」。史柯西斯寄了一份有明尼蘇達胖子登場的劇本給葛里森，葛里森覺得那是「事後想法」。即使如此，史柯西斯仍希望葛里森客串演出，但葛里森不接沒有重要意義的角色。另外，法國男演員讓-皮埃爾·里奧在2014年受訪時提到，史柯西斯曾找上他演出本片，但他最終因為英文不夠好而落選。

### 拍攝
1985年10月，《荷里活報道》報導，劇組前往加拿大多伦多勘景，可能將在該地拍攝內景，外景則在紐約（前作的主要拍攝地）和新泽西州攝製。劇組最後選擇在芝加哥拍片，因為該城市的撞球室數量是全美國數一數二的多，紐約則因為沒有適合的拍攝地點而被放棄。本片的主體拍攝於1986年1月20日在芝加哥開始，攝影指導由長期與史柯西斯合作的麥可·巴豪斯擔任。劇組幾乎全程都在芝加哥拍片，主要拍攝地點不外乎台球馆和酒吧。其中一天劇組在大西洋城拍攝，地點為賭場渡假飯店。大西洋城錦標賽場地實際上是在芝加哥的海军码头取景，撞球桌是從加州運過去的。緊湊的拍攝時程一共49天，《洛杉磯先驅稽查報》稱本片在同年3月31日那週結束拍攝，進度較原先預期還快。
根據史柯西斯的說法，迪士尼給予他最終剪輯權和1,450萬美元的預算，並要求史柯西斯和紐曼拿出三分之一的薪水，意味著超出預算的金額要由兩人全數承擔。根據《纽约时报》報導，電影必須準時完成且不超支，史柯西斯、紐曼和克魯斯才能拿到全額薪資，紐曼的片酬約是400萬至500萬，克魯斯則是100萬。史柯西斯稱，到頭來他用1,300萬美元拍完了本片，而《紐約時報》報導的數據則是1,380萬美元。
紐曼在拍攝《江湖浪子》時曾接受世界14.1錦標賽冠軍威利·莫斯考尼指導，已具備優秀的撞球技術。莫斯考尼退出球壇已有二十餘年，此次由時年33歲的新一代世界冠軍麥克·西格爾擔任技術顧問。西格爾編排了撞球鏡頭，教導克魯斯如何做出電影所需的操作，並給予紐曼一些指點。開拍之前，克魯斯每天在紐約市的好幾家撞球館花12個小時練球，並且進步神速。在彩排和實際拍攝時的休息時間，兩名演員仍持續練習，並在公寓裡放置撞球桌。紐曼與克魯斯在所有鏡頭中都是實際撞球，只有一個高難度的操作——文森在錦標賽上的跳球——是由西格爾捉刀。對於那個跳球，史柯西斯表示克魯斯其實做得到，只是會多花兩天來拍攝。
本片的藝術指導鮑里斯·列文於1986年10月11日因癌症去世，享壽78歲，本片成為他的遺作。

## 配樂
本片的配樂由羅比·羅伯森操刀，他也在《喜劇之王》和《賭城風雲》等片中與史柯西斯合作。1986年9月時，電影配樂正在Giant Sound和諾拉錄音室（Nola Recording）製作中，羅伯森與吉爾·伊凡一同合作。1986年11月，勞勃·帕默在切羅基錄音室（Cherokee Recording）為他演出的兩首曲子做最後調整。電影原聲帶於1986年11月15日發行，發行商為MCA唱片，共收錄十首曲子。原聲帶在告示牌二百大專輯榜滯留了15週，最高排名為第81名。
| 原聲帶曲目列表 | 原聲帶曲目列表                     | 原聲帶曲目列表                                             | 原聲帶曲目列表  | 原聲帶曲目列表 |
| 曲序           | 曲目                               | 词曲                                                       | 演出者          | 时长           |
| -------------- | ---------------------------------- | ---------------------------------------------------------- | --------------- | -------------- |
| 1.             | Who Owns This Place?               | 唐·亨利/丹尼·柯奇馬爾/J.D. 邵德                            | 唐·亨利         | 4:55           |
| 2.             | It's in the Way That You Use It    | 埃里克·克莱普顿/羅比·羅伯森                                | 埃里克·克莱普顿 | 4:00           |
| 3.             | Let Yourself In For It             | 勞勃·帕默                                                  | 勞勃·帕默       | 5:20           |
| 4.             | Don't Tell Me Nothin               | 威利·狄克森                                                | 威利·狄克森     | 4:42           |
| 5.             | Two Brothers And A Stranger        | 马克·诺弗勒                                                | 马克·诺弗勒     | 2:42           |
| 6.             | Standing On The Edge Of Love       | 傑瑞·林恩·威廉斯                                           | B·B·金          | 3:59           |
| 7.             | Modern Blues                       | 羅比·羅伯森                                                | 羅比·羅伯森     | 2:57           |
| 8.             | Werewolves of London               | 勒羅伊·馬里內爾（LeRoy Marinell）/華迪·沃切爾/華倫·齊旺    | 華倫·齊旺       | 3:24           |
| 9.             | My Baby's In Love With Another Guy | 赫爾曼·布萊曼（Herman Brightman）/賴瑞·路西（Larry Lucie） | 勞勃·帕默       | 2:30           |
| 10.            | The Main Title                     | 羅比·羅伯森                                                | 羅比·羅伯森     | 2:46           |

## 上映
《金錢本色》原定於1986年聖誕節之佳節檔期在美國上映，1986年7月30日《好萊塢報導》稱，迪士尼對本片的票房表現具有自信，所以將上映日期提前兩個月。本片最終於1986年10月17日上映。1987年2月，本片在第37屆柏林国际电影节上擔任開幕片，不過並未參與競賽。
華特迪士尼工作室電影包辦本片的資助、宣傳和影院發行。本片是迪士尼出品的第一批成人面向電影之一，被分為R級，表示未滿17歲須由家長陪同觀賞。《洛杉磯時報》指出，因為R級分級不符合迪士尼作品一向的G級（所有年齡皆可觀賞）分級，本片名義上被列為博伟出品電影，而非迪士尼出品電影。

### 映前與宣傳
1986年8月13日，一場特映會在新泽西州帕拉莫斯舉行，紐曼與妻子連袂出席，克魯斯與史柯西斯也在現場。1986年10月8日，一場募捐首映會（benefit premiere）在紐約市的齊格菲爾德劇院舉行，為演员工作室（紐曼是時任總裁）籌得213,000美元，該活動也是本片的全球首映。放映結束後，一場派對在夜總會「Palladium」和相鄰的撞球館「Julian's」（克魯斯練球的地點之一）舉行，迪士尼將兩者打通，並請演員扮成撞球手，現場出席人士約有1500人。1986年10月14日，一場洛杉磯首映禮讓史考特·紐曼基金會收入135,000美元。
映前，《紐約時報》稱本片非比尋常，擁有吸引跨世代觀眾的潛力。1986年10月23日，《洛杉磯報導》稱本片獲得各路媒體大量報導，部分歸因於紐曼和克魯斯的高人氣。《生活雜誌》1986年11月號的封面是兩名主演的照片，該雜誌發行了兩種封面不同的版本，一種是克魯斯照片正放而紐曼照片倒放，另一種則反過來。雜誌主管稱兩種版本的銷量高低將展示誰的人氣比較火熱，最後《洛杉磯報導》在1986年12月28日報導道，克魯斯照片正放的版本多賣了45%至55%。

### 票房
本片於1986年10月17日在美國上映，當時夏季的電影旺季已經結束，上映院數趨於保守節儉。本片於首映週末（星期五至星期日）透過635家電影院收穫635萬美元，排名當週第二，僅次於上映第四週的《鱷魚先生》（740萬美元）。之後本片的上映院數開始增加，但週末票房始終無法超越《鱷魚先生》，一直到第五週都排名第二，總票房為3140萬。第六週時，《老鼠也移民》等三部新片將本片擠至第五名，第九週降至第十名，票房累積至4270萬美元。1987年1月，《紐約時報》在回顧1986年美國電影產業的表現時，稱本片是迪士尼推出的成功作品之一。根據Box Office Mojo，本片的美國票房總計為52,293,982美元，是當時史柯西斯最賣座的導演作品。
| 週次 | 上映院數 | 週末票房 | 週末名次 | 累積票房 | 備註                                | 參考          |
| ---- | -------- | -------- | -------- | -------- | ----------------------------------- | ------------- |
| 1    | 635      | 635萬    | 第2名    | 635萬    | 週末票房僅次於《鱷魚先生》（743萬） | [ 66 ] [ 12 ] |
| 2    | 817      | 525萬    | 第2名    | 1,374萬  | 週末票房僅次於《鱷魚先生》（674萬） | [ 75 ] [ 76 ] |
| 3    | 1,183    | 529萬    | 第2名    | 2,078萬  | 週末票房僅次於《鱷魚先生》（571萬） | [ 77 ] [ 78 ] |
| 4    | 1,205    | 440萬    | 第2名    | 2,698萬  | 週末票房僅次於《鱷魚先生》（639萬） | [ 79 ] [ 80 ] |
| 5    | 1,205    | 310萬    | 第2名    | 3,145萬  | 週末票房僅次於《鱷魚先生》（552萬） | [ 67 ] [ 68 ] |
| 6    | 1,183    | 250萬    | 第5名    | 3,474萬  |                                     | [ 69 ] [ 70 ] |
| 7    | 1,170    | 320萬    | 第5名    | 3,961萬  |                                     | [ 81 ]        |
| 8    | 1,104    | 150萬    | 第6名    | 4,168萬  |                                     | [ 82 ] [ 83 ] |
| 9    | 906      | 694,431  | 第10名   | 4,271萬  |                                     | [ 71 ]        |
| 10   | 554      | 404,195  | 第13名   | 4,332萬  |                                     | [ 74 ]        |

## 迴響

### 影評
| 綜合得分     | 綜合得分 |
| 來源         | 評分     |
| ------------ | -------- |
|              | 77/100   |
| 爛番茄       | 88/100   |
| 評論得分     |          |
| 來源         | 評分     |
| 芝加哥太陽報 | [ 10 ]   |
| 芝加哥論壇報 | [ 85 ]   |
| 帝國雜誌     | [ 86 ]   |
| 邁阿密先鋒報 | [ 87 ]   |
| 广播时报     | [ 88 ]   |

《金錢本色》獲得多數影評人的好評。根据評論匯總网站爛番茄汇总的48篇评论文章，88%的评论家给予该作正面评价，平均打分为7.10分（满分10分）。该网站总结的评论家共识是“《金錢本色》顯然不如前作，但保羅·紐曼和湯姆·克魯斯的演出饒富趣味，马丁·斯科塞斯也一如既往導演得很好。”至於在Metacritic網站上，本片得到「正面評論為主」的綜合評分，獲得了77/100分（17位影評人）。據美國影院評分所進行的調查，觀眾的平均評價於A+至F間落於「B-」。
眾演員的演出獲得普遍好評。《纽约时报》的文森·坎比稱紐曼的演出「精彩有趣又細膩精明」，值得入圍奧斯卡金像獎，而克魯斯和瑪麗·伊莉莎白·馬斯特蘭托尼奧也都繳出了生涯最佳表現。《邁阿密先鋒報》的比爾·科斯福特（Bill Cosford）也讚賞克魯斯搭配紐曼的選角組合，稱其兼具才華和票房吸引力。不過《國家評論》的約翰·賽門嚴厲批評克魯斯的演出，認為他壓根演不好。配角海倫·薛佛與科力士·韋德加的演出獲得讚賞，坎比認為前者是配角當中最突出的。本片的攝影和視覺呈現也得到稱許，Flavorwire的編者傑森·貝利（Jason Bailey）點出史柯西斯在拍撞球鏡頭時使用的精采手法，而坎比讚賞麥可·巴豪斯的掌鏡表現，指出本片以強烈的特寫鏡頭來呈現角色們不言表的感受。
對於本片的情節，影評人看法不一。《華盛頓郵報》的麗塔·肯普利（Rita Kempley）覺得理查·普萊斯執筆的劇本結構不穩固，但故事和對白都有奏效。《人物雜誌》稱劇本辛辣刺激，但片末差強人意，《广播时报》的湯姆·哈欽森（Tom Hutchinson）與坎比也批評結尾的鋪陳不具說服力。不過坎比指出，三位主要角色（艾迪、文森和卡門）塑造得極好，通往結尾的過程是「最令人愉快的」。另有影評人批評本片的劇情是陳腔濫調且可預測。《芝加哥太陽報》的罗杰·埃伯特批評電影充斥著套路式的場景，克魯斯的存在使電影落入多個師徒題材的窠臼，若讓紐曼獨挑大樑，艾迪便可更自由地追隨他的情感，而非跟著套路走。《芝加哥論壇報》的吉恩·西斯克爾抨擊電影像撞球版《小子難纏》一樣俗套，並將之歸咎於劇本寫手不是史柯西斯的老班底。
總結來說，坎比讚譽本片是「最具娛樂性且原創的電影」，且有著「生動、符合時代的特質以及存在理由」。《洛杉磯時報》的席拉·班森在影評人中稱本片是「大膽、令人興奮且接近完美的戲劇性喜劇」，堪稱年度最有意思的電影之一。然而，科斯福特則稱：「無論史柯西斯和普萊斯究竟想講些關於這些美妙角色的什麼，總之就是不有趣。」西斯克爾覺得，考慮到本片的優秀陣容，其結果令人失望。埃伯特和貝利也認為本片在史柯西斯的作品中品質較差，不過貝利亦承認本片是那麼的「氣勢逼人……花俏且熱鬧」，讓他無可避免地享受其中。《華盛頓郵報》的保羅·阿塔納西奧認為，雖然結局並不痛快，但本片有史柯西斯作品少見的溫暖和寬恕，讓人難以忘懷。賽門則認為本片是《江湖浪子》的差勁續集，指責本片最大的問題是廉價的救贖，史柯西斯不應將烏煙瘴氣的球桌當成天堂大門一般。

### 獎項
紐曼憑藉在本片飾演快手艾迪一角入圍並榮獲奥斯卡最佳男主角奖，此前他已六次入圍奥斯卡最佳男主角奖，其中一次便是以《江湖浪子》的同個角色獲得提名，讓他成為歷史上第四位在兩部電影中出演同一角色並且都獲提名的男演員。獎項得主在頒獎典禮當天公布，紐曼未出席，由罗伯特·怀斯代表領獎。怀斯表示，紐曼因為六度出席又六度失敗，覺得再度出席是一種受罪，也會倒了這次機會的楣，所以要求不出席的特別待遇。
| 獎名/影展名       | 頒獎日期       | 獎項                 | 入圍者                                         | 結果  | 來源    |
| ----------------- | -------------- | -------------------- | ---------------------------------------------- | ----- | ------- |
| 國家評論協會獎    | 1986年12月11日 | 年度十大電影         | 《金錢本色》                                   | 入選  | [ 97 ]  |
| 國家評論協會獎    | 1986年12月11日 | 最佳男主角           | 保羅·紐曼                                      | 獲獎  | [ 97 ]  |
| 國家影評人協會獎  | 1987年1月4日   | 最佳男主角           | 保羅·紐曼                                      | 第3名 | [ 98 ]  |
| 金球獎            | 1987年1月31日  | 剧情类电影最佳男主角 | 保羅·紐曼                                      | 提名  | [ 99 ]  |
| 金球獎            | 1987年1月31日  | 最佳電影女配角       | 瑪麗·伊莉莎白·馬斯特蘭托尼奧                   | 提名  | [ 99 ]  |
| 奥斯卡金像奖      | 1987年3月30日  | 最佳男主角           | 保羅·紐曼                                      | 獲獎  | [ 100 ] |
| 奥斯卡金像奖      | 1987年3月30日  | 最佳女配角           | 瑪麗·伊莉莎白·馬斯特蘭托尼奧                   | 提名  | [ 100 ] |
| 奥斯卡金像奖      | 1987年3月30日  | 最佳改編劇本         | 理查·普萊斯                                    | 提名  | [ 100 ] |
| 奥斯卡金像奖      | 1987年3月30日  | 最佳艺术指导         | 鮑里斯·列文與凱倫·歐哈拉                       | 提名  | [ 100 ] |
| MTV音樂錄影帶大獎 | 1987年9月11日  | 最佳電影音樂錄影帶   | 埃里克·克莱普顿It's in the Way That You Use It | 提名  | [ 101 ] |

## 家用媒體與串流
1987年，試金石家用影音（Touchstone Home Video）在美國發行了本片的VHS版本。DVD版於2000年3月14日由博偉家庭娛樂（Buena Vista Home Entertainment）發行，藍光光碟則在2012年6月5日首發，後者標示為25週年紀念版。在亞洲地區，臺灣和香港都有發行影碟。VOD與串流媒體方面，本片曾於Amazon Prime Video、Apple TV+、Disney+與Google Play上架。

## 後續影響
1993年遊戲《毀滅戰士》（Doom）原本的暫定名稱為，開發人員觀看《金錢本色》後，注意到裡頭克魯斯拿著撞球桿盒出現在球館的橋段。該橋段中，摩瑟看著盒子問道：「那是什麼？」（What you got in there?）而克魯斯打開盒子露出巴布許球桿，咧嘴笑道：「這是什麼？厄運。」（In here? Doom.）並且隨後在球桌上痛宰了莫瑟。遊戲設計師約翰·卡馬克等人覺得該橋段的氛圍和遊戲理念相近，便取用「Doom」作為遊戲的名稱。
在撞球界，《紐約時報》報導，本片很大程度地復甦了撞球館的生意。1996年，一場命名為「The Color of Money」的9號球賽在香港舉行，讓兩名世界頂尖撞球手艾夫倫·雷耶斯與厄爾·史翠南一較高下，並爭奪10萬美元獎金。這樣的賽事在2001年舉行第二次，名為「The Color of Money II」。兩次比賽都由雷耶斯勝出。
《收集者雜誌》（Collector）的1987年12月號報導稱，在一場目的是捐助紐曼籌畫的病童營隊的拍賣會上，《金錢本色》的一些物品（包含一支紐曼用過的球桿）共賣出3,900美元。

## 備註
1. ↑  原文：
2. ↑  美國電影學會的路易·B·梅耶圖書館收藏有該劇本[20]。
3. ↑  原文：
4. ↑  當時稱作「國際渡假飯店」。
5. ↑  《洛杉磯先驅稽查報（英语：Los Angeles Herald Examiner）》則估計預算為1500萬至1600萬元[12]。
6. ↑  《环球邮报》則稱，紐曼和史柯西斯必須預支一半的薪水[40]。
7. ↑  1998年書籍《湯姆·克魯斯傳：未授權版（英语：Tom Cruise: Unauthorized）》則稱克魯斯演出本片的收入是200萬美元[41]。
8. ↑  原文：
9. ↑  見以下文獻：[7][8][87][88][85][90][91]
10. ↑  見以下文獻：[7][90][10][92]
11. ↑  見以下文獻：[7][36][93]
12. ↑  見以下文獻：[87][85][90]

### 引用作品
書籍
- 中華民國電影年鑑編輯委員會 (编).  (pdf). 臺灣: 中華民國電影發展事業基金會. 1988  [2023-06-30]. （原始内容存档 (PDF)于2023-01-14） –國家電影資料館 （中文（臺灣））.
- Clarkson, Wensley. . Norwalk, California: Hastings House. 1998. ISBN 0-8038-9406-6 –Internet Archive （英语）.
- Johnstone, Iain.  UK edition. London: Hodder & Stoughton. 2006. ISBN 0-340-89920-4 –Internet Archive （英语）.
- Kushner, David.  UK edition. London: Piatkus. 2004. ISBN 9780749924898 –Internet Archive （英语）.
- Osborne, Robert. . New York: Abbeville Publishing Group（英语：Abbeville Publishing Group）. 2008. ISBN 978-0-7892-0992-4 （英语）.

### 延伸資料
書籍
- Kelly, Mary Pat. . . New York: Thunder's Mouth Press. 1991: 189–200. ISBN 0-938410-79-2 –Internet Archive （英语）.
- Levy, Shawn. . New York: Harmony Books. 2009-05-05. ISBN 978-0-307-35375-7 –Internet Archive （英语）.
- LoBrutto, Vincent. . Westport, Connecticut: Praeger Publishers. 2007-11-30. ISBN 978-0-275-98705-3 （英语）.
- Nash, Jay Robert; Ross, Stanley Ralph; Connelly, Robert B. . Cinebooks（英语：Cinebooks）. 1987. ISBN 9780933997004 （英语）.

期刊專題報導
- Turner, George. . American Cinematographer（英语：American Cinematographer）. November 1986, 67 (11): 52–58  [2023-05-04]. （原始内容存档于2023-04-23） （英语）.ProQuest 2296268139

收藏
- 美國電影學會的路易·B·梅耶圖書館收藏了一批马丁·斯科塞斯於1986年捐贈的文物，當中包含本片的各版劇本、試鏡資料和拍攝行程等重要文獻。

## 外部連結
- 互联网电影数据库（IMDb）上《金錢本色》的资料（英文）
- TCM电影资料库上《金錢本色》的资料（英文）
- AllMovie上《金錢本色》的资料（英文）
- 美国电影学会目录上的《金錢本色》（英文）
- 爛番茄上《金錢本色》的資料（英文）